# Pseudorus holocephalinus
Pseudorus holocephalinus là một loài ruồi trong họ Asilidae. Pseudorus holocephalinus được Papavero miêu tả năm 1975. Loài này phân bố ở vùng Tân nhiệt đới.